# 谢苗·斯卡奇科夫
谢苗·安德烈耶维奇·斯卡奇科夫（俄语：Семён Андреевич Скачков，1907年1月29日—1996年2月24日），苏联政治人物。曾任苏联国家对外经济联络委员会主席。社会主义劳动英雄。

## 生平
1907年1月29日（一说30日）生于哈尔科夫。1930年毕业于哈尔科夫机械工程学院，在蒸汽机车厂（183厂）工作。1936年加入联共（布）。
1941年，任183厂党组书记。1945年，任列宁格勒800厂厂长。1946年，任下塔吉尔铁路建设局局长。1949年7月至1954年4月，任车里雅宾斯克拖拉机厂厂长。1954年调至中央，任苏联运输机器制造部第一副部长。1957年5月因机构改革撤职，回乡任哈尔科夫经济行政区经济委员会主席。1958年2月赴莫斯科，出任苏联部长会议国家对外经济联络委员会主席。1978年7月改组为苏联国家对外经济联络委员会，继续担任主席（部长级）。1977年1月28日获社会主义劳动英雄荣誉称号。1983年5月退休。1996年2月24日在莫斯科逝世。葬于特罗耶库罗夫公墓。
苏联共产党中央委员会候补委员（1961年－1971年），苏联共产党中央委员会委员（1971年－1986年），第三至第十届苏联最高苏维埃代表（1950年－1984年）。